# Alzabandiera

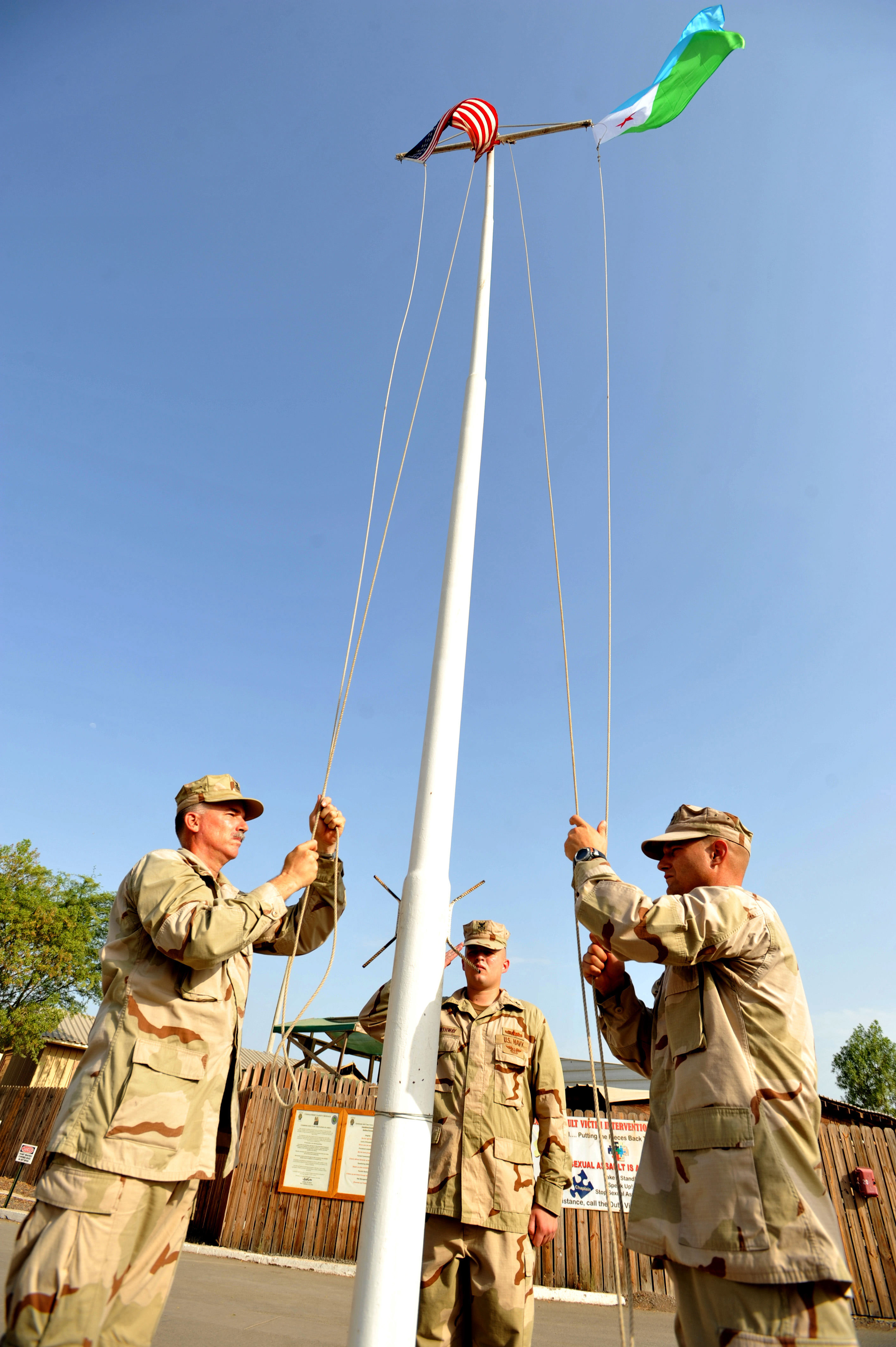
Una cerimonia dell'alzabandiera

L'alzabandiera è la cerimonia solenne che consiste nell'innalzare la bandiera nazionale (e, eventualmente, altre bandiere o insegne) sul pennone principale di uno stabilimento, di una struttura o di un accampamento; tale cerimonia si tiene generalmente al mattino o comunque all'inizio dell'orario di servizio.
Benché si sia diffusa anche al di fuori di esso, l'alzabandiera è preminentemente una cerimonia propria dell'ambito militare, eseguita all'interno di strutture come caserme e basi o a bordo di navi militari: durante tale cerimonia, eseguita alla presenza di tutto il personale della base o dell'equipaggio della nave, l'innalzamento della bandiera è preceduto da un particolare squillo di tromba o dall'esecuzione dell'inno nazionale.

## Nello scautismo
Nello scautismo l'alzabandiera è una cerimonia frequente ai campi scout, che si svolge soprattutto la mattina. Una volta assemblata un'impalcatura, si appendono delle bandiere: italiana, europea ed associativa.
Possono essere realizzati in diversi modi, sempre nel rispetto delle leggi nazionali.
Generalmente il capo addetto alla cerimonia pochi minuti prima preavvisa l'inizio della cerimonia con un fischio lungo.  
Una volta pronti gli alfieri ai piedi della struttura, il capo addetto alla cerimonia dirà ad alta voce "ALZABANDIERA!"  e quindi tutti, fatta eccezione per gli Alfieri, si scopriranno il capo e tutti gli scout con la promessa saluteranno, mentre gli altri resteranno sugli attenti.
Mentre gli altri alfieri isseranno le bandiere sui pennoni, avendo cura di tenere quella italiana poco più in lato delle altre.
Una volta issate le bandiere il capo fischia nuovamente e si interrompe il solenne silenzio della cerimonia; a questo punto viene intonato l'inno dell'associazione, al termine del quale il capo fischia il riposo.